# Banzai! (album)
Banzai! è il terzo album dei Tigertailz, uscito nel 1991 per l'Etichetta discografica Sony Records.

## Tracce
1. Murderess (Finichum, Hooker, Pepper, Tate) 3:56
2. Livin' Without You (Jaimz, Pepper) 4:01
3. Million Dollar Smile (Finchum, Hooker, Pepper, Tate) 3:28
4. She'z Too Hot [live] (Tate) 4:36
5. Creeping Death (Burton, Hammett, Hetfield, Ulrich) 6:11 (Metallica Cover)
6. Nine Livez (Finchum, Hooker, Pepper, Tate) 3:26
7. Peace Sellz (But Who'z Buying?) (Mustaine) 3:50 (Megadeth Cover)
8. Taking the Pain (Hooker, Lewis, Pepper, Skinner, Tate) 3:54
9. Love Can Kill (Hooker, Lewis, Pepper, Skinner, Tate) 4:49

## Formazione
- Kim Hooker - voce
- Jay Pepper - chitarra
- Pepsi Tate - basso
- Ace Finchum - batteria